# Klematisfältmätare
Klematisfältmätare (Melanthia procellata) är en fjärilsart som beskrevs av Ignaz Schiffermüller 1775. Klematisfältmätare ingår i släktet Melanthia och familjen mätare. Arten är reproducerande i Sverige. Inga underarter finns listade i Catalogue of Life.

## Bildgalleri

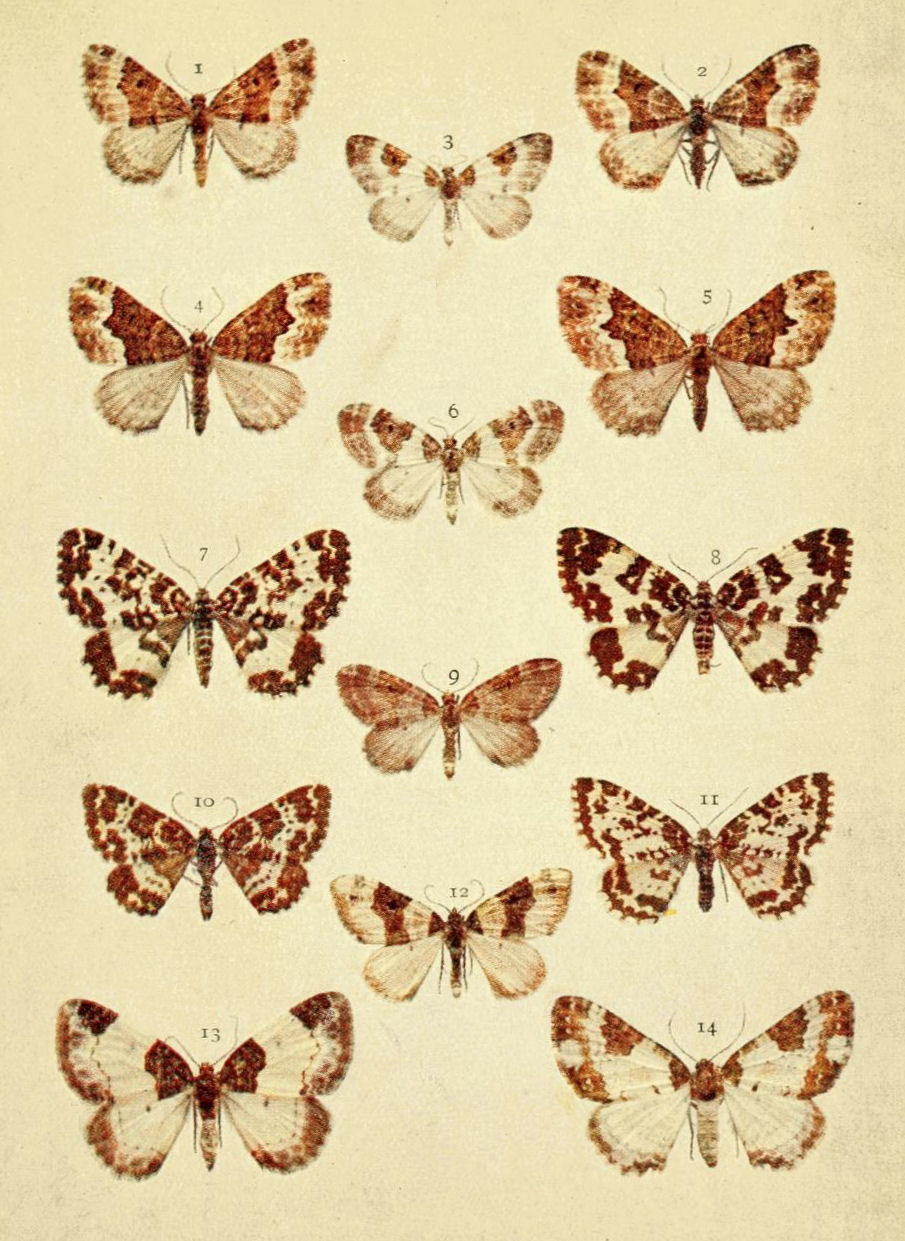